# Нара-Віза (Нью-Мексико)
Нара-Віза (англ. Nara Visa) — переписна місцевість (CDP) в США, в окрузі Квей штату Нью-Мексико. Населення — 51 особа (2020).

## Географія
Нара-Віза розташована за координатами 35°36′25″ пн. ш. 103°6′15″ зх. д. / 35.60694° пн. ш. 103.10417° зх. д. (35.606865, -103.104294).  За даними Бюро перепису населення США в 2010 році переписна місцевість мала площу 18,27 км², уся площа — суходіл.

## Демографія
Згідно з переписом 2010 року, у переписній місцевості мешкало 95 осіб у 39 домогосподарствах у складі 23 родин. Густота населення становила 5 осіб/км².  Було 60 помешкань (3/км²).
Расовий склад населення:
| - 91,6 % — білих - 2,1 % — осіб інших рас |

До двох чи більше рас належало 6,3 %. Частка іспаномовних становила 11,6 % від усіх жителів.
За віковим діапазоном населення розподілялося таким чином: 26,3 % — особи молодші 18 років, 46,3 % — особи у віці 18—64 років, 27,4 % — особи у віці 65 років та старші. Медіана віку мешканця становила 41,8 року. На 100 осіб жіночої статі у переписній місцевості припадало 150,0 чоловіків;  на 100 жінок у віці від 18 років та старших — 125,8 чоловіків також старших 18 років.
Цивільне працевлаштоване населення становило 25 осіб. Основні галузі зайнятості: транспорт — 56,0 %, будівництво — 24,0 %, роздрібна торгівля — 12,0 %, сільське господарство, лісництво, риболовля — 8,0 %.